# What If...?
What If...? je američka animirana televizijska serija koju je stvorio A.C. Bradley za streaming servis Disney+, temeljena je na istoimenoj seriji stripova Marvel Comics. Serija istražuje alternativne vremenske verzije događaja iz filmova Marvel Cinematic Universea. Ovo je prva animirana serija od Marvel Studiosa. Napisao ju je Bradley, a režirao Bryan Andrews.
U rujnu 2018. godine Marvel Studios najavio je razvoj serije za Disney+ na temelju stripa What If...? Serija je najavljena mjesec dana kasnije, mnoge likove u seriji imaju glas istih glumaca koji ih igraju u filmovima.
Prva sezona bila je dostupna od 11. kolovoza 2021. godine i sastoji se od 9 epizoda. Radnja se događa unutar četvrte faze MCU-a, druga sezona od 9 epizoda koja se dogđa unutar pete faze očekuje se 2023. godine, a u razvoju je i treća sezona.
Serija je dobila puno pozitivnih kritika, s pohvalama za glasovnu glumu, animaciju, kreativne priče i scenarije, iako su duljina epizode i pisanje dobili neke kritike. U razvoju je spin off serija Marvel Zombies, nastavak i temeljena na jednoj od epizoda What If...?.

## Radnja
Nakon događaja iz prve sezone serije Loki, multisvemir pada u ludilo, pokazujući svemire u kojima se neki od najvažnijih trenutaka Marvel Cinematic Universe-a odvijaju drugačije.

## Pregled serije
| Sezona | Sezona | Epizoda | Datum objavljivanja | Datum završetka    |
| ------ | ------ | ------- | ------------------- | ------------------ |
|        | 1      | 9       | 11. kolovoza 2021.  | 6. listopada 2021. |
|        | 2      | 9       | 22. prosinca 2023.  | 30.prosinca 2023.  |

| 1. What If... Captain Carter Were the First Avenger? 2. What If... T'Challa Became a Star-Lord? 3. What If... the World Lost Its Mightiest Heroes? 4. What If... Doctor Strange Lost His Heart Instead of His Hands? 5. What If... Zombies?! 6. What If... Killmonger Rescued Tony Stark? 7. What If... Thor Were an Only Child? 8. What If... Ultron Won? 9. What If... the Watcher Broke His Oath? | 1. What If... Nebula Joined the Nebula Corps? 2. What If... Captain Carter Fought the Hydra Stomper? 3. What If... Happy Hogan Saved Christmas? 4. What If... Iron Man Crashed into the Grandmaster? 5. What If... Captain Carter Fought the Hydra Stomper? 6. What If... The Avengers Assembled in 1602? 7. What If... Hela Found the Ten Rings? 8. What If... Kahhori Reshaped the World? 9. What If... Strange Supreme Intervened? |

## Likovi

### Glavni
- Jeffrey Wright kao Watcher: Član izvanzemaljske rase Promatrača, koji promatra multisvemir i intervenira samo povremeno u nekim događajima.

### Ponavljajući
- Samuel L. Jackson daje glas Nick Furyju
- Chadwick Boseman daje glas T'Challi / Black Pantheru i Star Lord T'Challi
- Mick Wingert daje glas Tony Starku / Iron Manu

### Gosti
Jako puno glumaca koji glume u igranim filmovima daju glasove likovima u animiranom izdanju.

## Spin-off

### Marvel Zombies
U studenom 2021. najavljena je animirana serija Marvel Zombies, a Andrews se vraća kao režiser. Zeb Wells će biti glavni pisac, fokusirajući se na "novu generaciju heroja" koji se bore sa zombijima. Radnja se temelji na stvarnosti koja je prvi put predstavljena u petoj epizodi What If...? serije.

## Vanjske poveznice
- Službena stranica na marvel.com (engl.)
- Službena stranica na Disney+
- What If...? u internetskoj bazi filmova IMDb-a (engl.)